# 973 a tudományban
A 973. év a tudományban és a technikában.

## Születések
- Abú Rajhán al-Bírúní polihisztor (†1048)